# Assassinos Substitutos
The Replacement Killers (bra/prt Assassinos Substitutos) é um filme de ação produzido nos Estados Unidos, dirigido por Antoine Fuqua e lançado em 1998.